# Egon Clausen
Egon Clausen (født 23. november 1940 på Fusgård i Hemmet Sogn, Ringkøbing Amt) er en dansk forfatter. Fra 1970 til 2005 var han tilknyttet Danmark Radio. Fra 2005 til 2011 har han været formand for Dansk Forfatterforenings gruppe af faglitterære forfattere. Næstformand i Dansk Forfatterforening. Medlem af repræsentantskabet i Statens kunstfond fra 2013. Medlem af rådet i Dansk Kunstnerråd. Medarbejder ved Den2Radio.
Clausen voksede op i Vestjylland og fik lærereksamen fra Ribe Statsseminarium i 1964. Fra 1964 til 1970 var han folkeskolelærer i Ishøj. Han debuterede som forfatter på Gyldendal i 1969 med digtsamlingen Tilnærmelser. Fra 1970 til 1975 ernærede han sig som freelance-skribent med fast tilknytning til Danmarks Radio. Ved siden af skrev han kronikker og artikler til tidsskrifter og dagblade.

## Redaktør og skribent
Han blev i slutningen af 1960'erne redaktør af tidsskriftet Unge Pædagoger. I 1970 udgav han Krig eller fred, der var en lærebog om freds- og konfliktforskningen. Senere kom Den lille røde bog for lærere, samt et par tegneserier. I 1972 tog han initiativet til tidsskriftet BIXEN – om børns og unges medier, der udkom med seks numre om året fra 1972 til 1989. I 1974 udsendte han bogen Dansk børnelærdom, der indeholdt analyser af den fremherskende ideologi i børnelitteratur, tegneserier og skolebøger.

## Radio
Fra 1975-2005 var han ansat ved Danmarks Radio, Program 1. Først som programmedarbejder, efterfølgende sektionsleder i Kultur- og Samfundsafdelingen på P1 og senest fladeredaktør på samme kanal. Gennem en årrække redigerede han bogmagasinet Læst og Påtalt, der anmeldte aktuel faglitteratur. I perioden 1973-1978 fungerede han som ministerudpeget medlem af diverse råd og nævn i Undervisningsministeriet, og han har løst opgaver for Socialministeriet (1998 og har været ekstern lektor på RUC. Han har læst engelsk på Århus Universitet.

## Efter 1990
Efter en længere skrivepause udsendte han i 1991 sine erindringer under titlen Under dine vingers skygge, der skildrer hans opvækst i et vestjysk miljø, præget af stor nøjsomhed og Indre Mission. Bogen blev efterfulgt af De levendes land fra 1993. Senere kom Den syvende menighed der fortæller om nordiske missionærer i Indien. I 1996 kom bogen Rostock live, om livet i det tidligere DDR, fem år efter murens fald. Senere kom Guds knaldepisk, en biografi om Vilhelm Beck, Indre Missions karismatiske formand fra 1861 til 1901.
Efter studieture til Texas i 2001 og 2002 udgav han bogen Øje for øje der skildrer en retssag i en lille by i den østlige del af Texas, der er domineret af kristen fundamentalisme.

## Debattør
Ved siden af disse bøger har han skrevet bogen Ildsjæle – en reportage- og debatbog om de frivillige hjælpere i det sociale system. Desuden debatbogen Den skadelige kanon med en kritik af kanonbegrebet. I 2002 introducerede han den amerikanske teolog John Shelby Spong for et dansk publikum, hvilket bl.a. resulterede i en oversættelse af bogen A New Christianity for a New World, dansk En ny kristendom i en ny verden. I en årrække var han endvidere fast tilknyttet Jyllands-Posten som kronikør.

## Esbjergevangeliet og Fodrejse
I 2008 udsendte han i samarbejde med maleren Erik Hagens den illustrerede bog Esbjergevangeliet, der er baseret på et kæmpemæssigt vægmaleri i aulaen på Syddansk Universitet i Esbjerg. I 2008 udgav han selvbiografien Min far så engang en engel, og i 2010 Fodrejse ad tilgroede spor, der er baseret på en vandring gennem et stykke af udkantsdanmark. I 2011 udgav han "Regnebrættet" erindringer fra Ribe. Et gennemgående tema i Clausens forfatterskab er hans fascination af ideologier, og en optagethed af, hvad der sker, når ideologierne mister deres magt over mennesker og samfund.